# Aeroporto Internacional de Burgas
O Aeroporto Internacional de Burgas (em búlgaro:  Летище Бургас, Letishte Burgas, (IATA: BOJ, ICAO: LBBG)) é um aeroporto internacional localizado no sudeste da Bulgária, na cidade de Burgas. O aeroporto está localizado no bairro Serafovo, a 10 km do centro da cidade. O aeroporto serve a cidade de Burgas e seus resorts à beira-mar da costa sul da Bulgária. Em 2015 o aeroporto movimentou 2.360.320 passageiros, sendo o segundo maior aeroporto do país.

## Ligação externa
- «Sítio oficial» (em inglês)